# Belton (South Kesteven)
Belton – wieś w Anglii, w hrabstwie Lincolnshire, w dystrykcie South Kesteven, w civil parish Belton and Manthorpe. Leży 33 km na południe od Lincoln i 163 km na północ od Londynu.
W 1921 roku civil parish liczyła 145 mieszkańców. Belton jest wspomniana w Domesday Book (1086) jako Beltone.